# Heroínas e Heróis Nacionais da Nicarágua

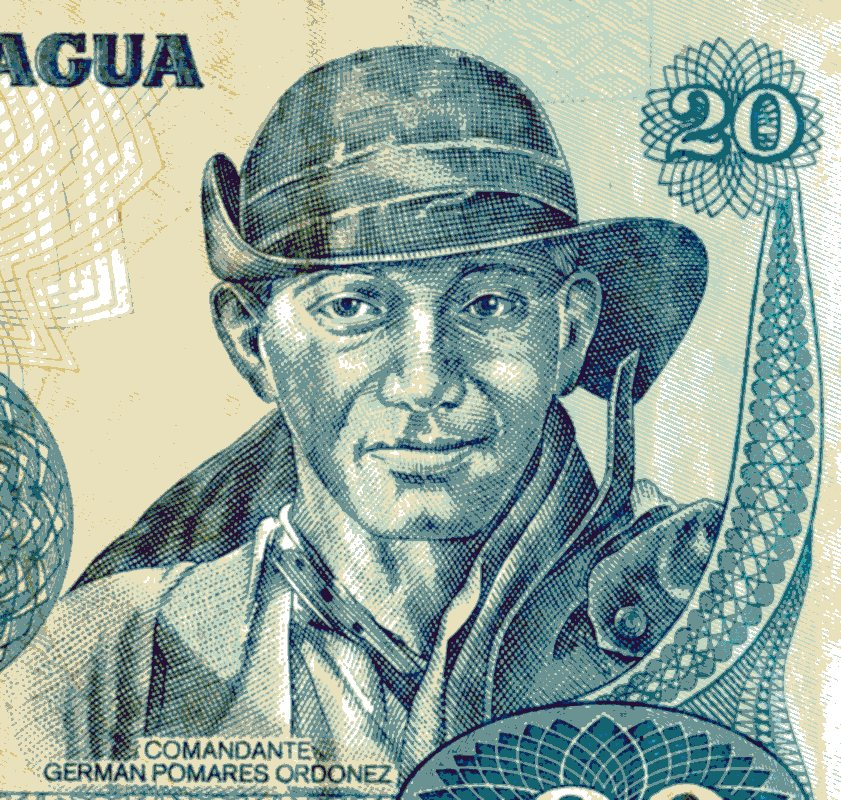
O Comandante Germán Pomares Ordóñez em uma cédula de 20 córdobas.

Heroínas e Heróis Nacionais da Nicarágua são promulgados por decreto legal da Assembleia Nacional da Nicarágua. Aqueles que recebem o título são pessoas que ajudaram a Nicarágua a conquistar sua independência ou que trabalharam para manter a soberania e a autodeterminação nacional do país. Inicialmente chamado de Heróis Nacionais da Nicarágua, em 2014 foi aprovada legislação através da Lei nº 859 para mudar o título para "Heroínas e Heróis Nacionais da Nicarágua".

## Agraciamento
O agraciamento do título é feito a nicaraguenses e estrangeiros que participaram de batalhas heróicas para defender os interesses da Nicarágua, ou que tenham sido exemplo na sua atitude de dedicação e sacrifício pela causa da justiça, da liberdade e da defesa dos direitos civis e políticos. A lei alterada prevê que, para ser agraciado com o título, a pessoa indicada deve ser falecida. O título honorífico é acompanhado de certificados, reconhecimentos ou garantias outorgadas por instituições públicas ou privadas, como sindicatos, associações artísticas, organizações desportivas, ou instituições educativas, para confirmar o seu serviço ao país e ações exemplares ou heroicas.

## Heróis Nacionais

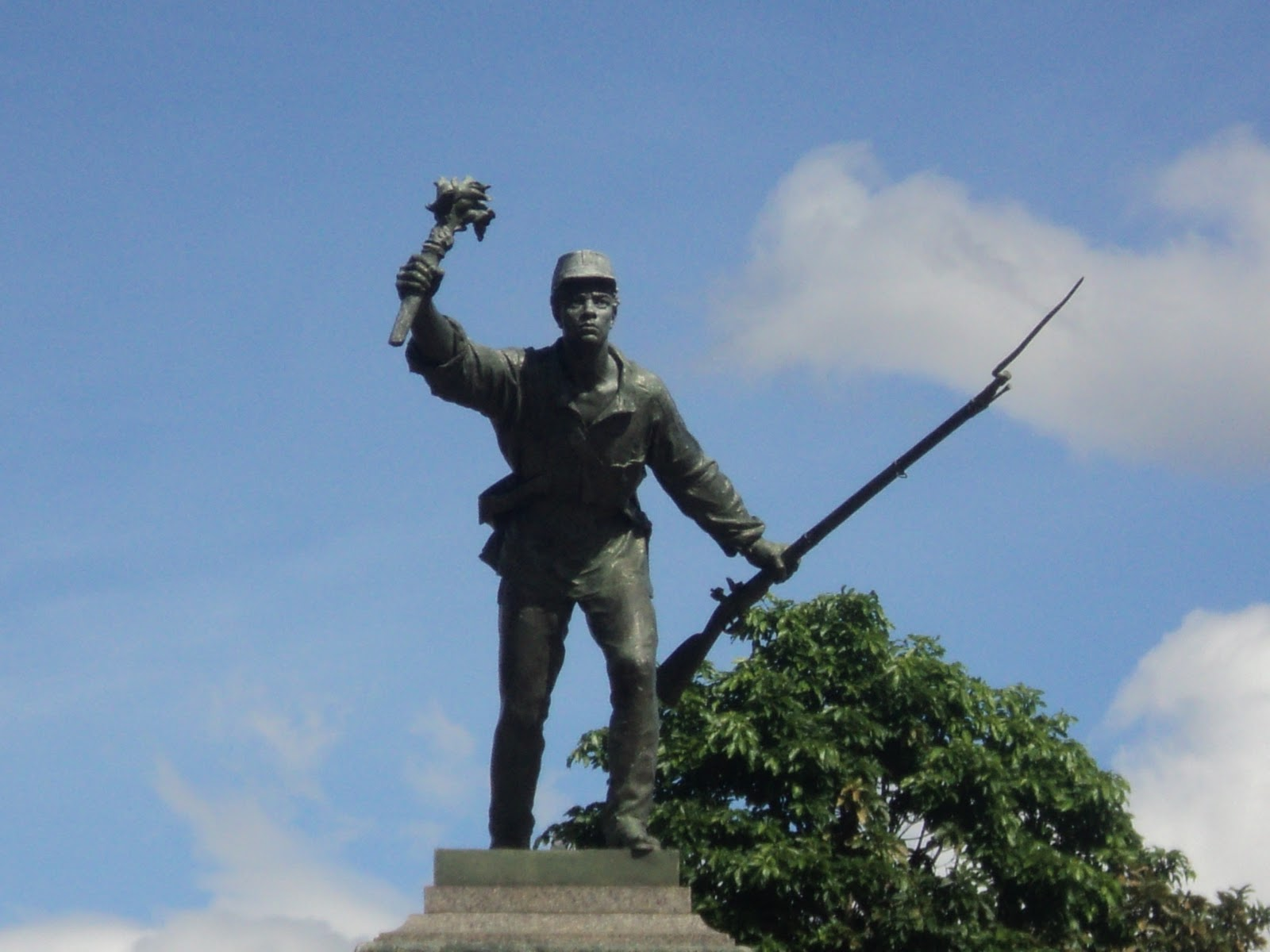
Estátua de Juan Santamaría, herói da Batalha de Rivas.

| Ano  | Nome                            | Decreto | Ref.        |
| ---- | ------------------------------- | ------- | ----------- |
| 1971 | José Dolores Estrada Vado       | Nº 1889 | [ 2 ] [ 6 ] |
| 1980 | Benjamín Zeledón                | Nº 536  | [ 2 ] [ 6 ] |
| 1980 | Carlos Fonseca Amador           | Nº 56   | [ 2 ] [ 6 ] |
| 1981 | Germán Pomares Ordóñez          | Nº 799  | [ 2 ] [ 6 ] |
| 1981 | Rigoberto López Pérez           | Nº 825  | [ 2 ] [ 6 ] |
| 1982 | Enmanuel Mongalo y Rubio        | Nº 1123 | [ 2 ] [ 6 ] |
| 1982 | Andrés Castro Estrada           | Nº 1123 | [ 2 ] [ 6 ] |
| 1982 | Juan Santamaría                 | Nº 1123 | [ 2 ] [ 6 ] |
| 1984 | Santos López                    | Nº 1410 | [ 2 ] [ 6 ] |
| 2010 | Augusto César Sandino           | Nº 711  | [ 2 ] [ 6 ] |
| 2011 | José Santos Zelaya              | Nº 6332 | [ 2 ] [ 6 ] |
| 2013 | Pedro Joaquín Chamorro Cardenal | Nº 813  | [ 2 ] [ 6 ] |
| 2015 | Blanca Aráuz Pineda             | Nº 897  | [ 2 ] [ 7 ] |
| 2016 | Rubén Darío                     | Nº 927  | [ 8 ]       |